# Libuše Macounová
Libuše Macounová (ur. 16 września 1946 w  Uściu nad Łabą) – czeska lekkoatletka, sprinterka i biegaczka średniodystansowa. W czasie swojej kariery reprezentowała Czechosłowację.
Specjalizowała się w biegu na 400 metrów, choć startowała z powodzeniem na krótszych i dłuższych dystansach. Zajęła 4. miejsce w biegu na 600 metrów na europejskich igrzyskach juniorów w 1964 w Warszawie.
Zdobyła srebrny medal w biegu na 400 metrów oraz brązowy medal w sztafecie 4 × 1 okrążenie (sztafeta czechosłowacka biegła w składzie Macounová, Alena Hiltscherová, Eva Kucmanová i Eva Lehocká) na pierwszych europejskich igrzyskach halowych w 1966 w Dortmundzie. Odpadła w eliminacjach biegu na 400 metrów na mistrzostwach Europy w 1966 w Budapeszcie. Na europejskich igrzyskach halowych w 1967 w Pradze Macounová odpadła w półfinale biegu na tym dystansie.
Zdobyła srebrny medal na europejskich igrzyskach halowych w 1968 w Madrycie w sztafecie 1+2+3+4 okrążenie (w składzie: Eva Putnová, Vlasta Seifertová, Macounová i Emília Ovádková),  a także odpadła w eliminacjach biegu na 400 metrów. Również na europejskich igrzyskach halowych w 1969 w Belgradzie i na halowych mistrzostwach Europy w 1970 w Wiedniu Macounová odpadała ew eliminacjach biegu na 400 metrów.
Była mistrzynią Czechosłowacji w biegu na 400 metrów w 1967, 1970 i 1971, wicemistrzynią w tej konkurencji w 1965, 1968, 1969 i 1973, w sztafecie 3 × 800 metrów w 1969 oraz w sztafecie 4 × 100 metrów w 1971 i 1972, a także brązową medalistką w biegu na 200 metrów w 1971. W hali była mistrzynią Czechosłowacji w biegu na 800 metrów w 1970 i w biegu na 300 metrów w latach 1971–1973 oraz brązową medalistką w biegu na 60 metrów w 1971.
Pięciokrotnie poprawiała rekord Czechosłowacji w sztafecie 4 × 400 metrów do wyniku 3:39,9 (16 września 1973 w Ostrawie).